# Володар сторінок
Володар сторінок — комедійний анімаційний фільм 1994 року.

## Сюжет
Маленький хлопчик, рятуючись від грози, ховається в бібліотеці, де з ним відбуваються неймовірні пригоди. Разом з улюбленими героями він бере участь у мультиплікаційних пригодах, тому що сам став мультяшкою. Казковий Володар сторінок проведе його по чарівній країні, навчить допомагати іншим і не боятися труднощів.